# Liste des héritiers du trône de France
Cet article donne la liste des héritiers du trône de France de l'avènement de Philippe II Auguste en 1180 à la déchéance de Napoléon III en 1870. 
Fondées sur la loi salique, les lois fondamentales du royaume de France, ainsi que les constitutions des 3 septembre 1791, 18 mai 1804 et 7 novembre 1852, et les chartes constitutionnelles des 4 juin 1814 et 14 août 1830, désignent l'héritier en termes de primogéniture agnatique. 
En général, l'héritier est un descendant du souverain : fils aîné, petit-fils aîné (fils aîné du fils aîné) ou arrière-petit-fils aîné ; en l'absence de descendant mâle, est désigné l'aîné de la lignée mâle la plus proche (frère, neveu, cousin germain, cousin éloigné).
L'aîné des descendants mâles du roi de France porte le titre de dauphin (de 1349 à 1791, de 1814 à 1815 et de 1815 à 1830) ; celui du roi des Français porte le titre de prince royal (de 1791 à 1792 et de 1830 à 1848) ; celui de l'empereur des Français porte le titre de prince impérial (de 1804 à 1814, en 1815 et de 1852 à 1870).
La personne devant prendre la succession du roi est désignée par l'historiographie comme l'« héritier présomptif », qu'il soit descendant ou non du souverain en activité. 

## Prélude: de la monarchie élective à la monarchie patrimoniale (987-1180)

### Le système de l'association au trône du fils aîné
À l'avènement d'Hugues Capet sur le trône en 987, la monarchie est élective et non héréditaire. Aucun mécanisme de succession automatique n'est alors établi, rendant la dévolution de la couronne parfois complexe à la fin de la période carolingienne dans le royaume de Francie occidentale issu du traité de Verdun (843). 
Afin de contourner cette tradition élective, Hugues Capet et ses successeurs prennent la précaution d'associer au trône et de faire sacrer leur fils aîné de leur vivant, de sorte qu'à la mort du roi, il y a déjà un autre roi sacré. Parmi les premiers Capétiens directs, un seul n'est pas sacré du vivant de son père : le futur Louis VI, fils de Philippe Ier. Son avènement en 1108 ne se déroule pas sans heurts car il doit affronter les ambitions de son demi-frère Philippe de Mantes, qui tente d'empêcher son sacre. 
Philippe II Auguste est le premier Capétien à ne pas faire sacrer son fils aîné, le futur Louis VIII, de son vivant ; en revanche, il le désigne dans son ordonnance-testament de 1190 comme son successeur. Comme ce texte n'est pas attaqué par la suite, il est dès lors admis que le royaume de France est un patrimoine des rois de France, avec l'affirmation des principes d'hérédité et de primogéniture comme règles de succession.

### Les princes héritiers de 987 à 1180
| Roi associé ou désigné | Roi associé ou désigné | Parenté avec le roi | Sacre                       | Cesse d'être roi associé           | Durée                     | Roi dates de règne                            |
| Portrait               | Nom                    | Parenté avec le roi | Sacre                       | Cesse d'être roi associé           | Durée                     | Roi dates de règne                            |
| ---------------------- | ---------------------- | ------------------- | --------------------------- | ---------------------------------- | ------------------------- | --------------------------------------------- |
|                        | Robert (II)            | fils                | 30 décembre 987             | 24 octobre 996 devient seul roi    | 8 ans, 9 mois et 24 jours | Hugues Capet (3 juillet 987 - 24 octobre 996) |
|                        | Hugues                 | fils                | 19 juin 1017                | 17 septembre 1025 son décès        | 8 ans, 2 mois et 29 jours | Robert II (24 octobre 996 - 20 juillet 1031)  |
|                        | Henri (Ier)            | fils                | 14 mai 1027                 | 20 juillet 1031 devient seul roi   | 4 ans, 2 mois et 6 jours  | Robert II (24 octobre 996 - 20 juillet 1031)  |
|                        | Philippe (Ier)         | fils                | 23 mai 1059                 | 4 août 1060 devient seul roi       | 1 an, 2 mois et 12 jours  | Henri Ier (20 juillet 1031 - 4 août 1060)     |
|                        | Louis (VI)             | fils                | aucun désignation vers 1098 | 29 juillet 1108 devient seul roi   | environ 10 ans            | Philippe Ier (4 août 1060 - 29 juillet 1108)  |
|                        | Philippe               | fils                | 14 avril 1129               | 13 octobre 1131 son décès          | 2 ans, 5 mois et 29 jours | Louis VI (29 juillet 1108 - 1er août 1137)    |
|                        | Louis (VII)            | fils                | 25 octobre 1131             | 1er août 1137 devient seul roi     | 5 ans, 9 mois et 7 jours  | Louis VI (29 juillet 1108 - 1er août 1137)    |
|                        | Philippe (II)          | fils                | 1er novembre 1179           | 18 septembre 1180 devient seul roi | 10 mois et 17 jours       | Louis VII (1er août 1137 - 18 septembre 1180) |

## Liste des héritiers par dynastie
Le nom de la dynastie indiqué se réfère au souverain alors en place. Les héritiers peuvent appartenir à d'autres dynasties.
Les héritiers qui sont montés par la suite sur le trône sont indiqués en gras. 

### Capétiens (1180-1792)

#### Capétiens directs (1180-1328)
| Héritier                                                        | Héritier                                              | Parenté avec le roi                                   | Devient héritier                                      | Cesse d'être héritier                                 | Durée                                                 | 2e dans l'ordre de succession parenté avec l'héritier, dates            | Roi dates de règne                                |
| Portrait                                                        | Nom                                                   | Parenté avec le roi                                   | Devient héritier                                      | Cesse d'être héritier                                 | Durée                                                 | 2e dans l'ordre de succession parenté avec l'héritier, dates            | Roi dates de règne                                |
| --------------------------------------------------------------- | ----------------------------------------------------- | ----------------------------------------------------- | ----------------------------------------------------- | ----------------------------------------------------- | ----------------------------------------------------- | ----------------------------------------------------------------------- | ------------------------------------------------- |
| Aucun héritier (18 septembre 1180 - 5 septembre 1187)           | Aucun héritier (18 septembre 1180 - 5 septembre 1187) | Aucun héritier (18 septembre 1180 - 5 septembre 1187) | Aucun héritier (18 septembre 1180 - 5 septembre 1187) | Aucun héritier (18 septembre 1180 - 5 septembre 1187) | Aucun héritier (18 septembre 1180 - 5 septembre 1187) | Aucun héritier (18 septembre 1180 - 5 septembre 1187)                   | Philippe II (18 septembre 1180 - 14 juillet 1223) |
|                                                                 | Louis futur Louis VIII                                | fils                                                  | 5 septembre 1187 sa naissance                         | 14 juillet 1223 son avènement                         | 35 ans, 10 mois et 9 jours                            | aucun (5 septembre 1187 - 9 septembre 1209)                             | Philippe II (18 septembre 1180 - 14 juillet 1223) |
| Philippe son fils (9 septembre 1209 - juillet 1218)             | Louis futur Louis VIII                                | fils                                                  | 5 septembre 1187 sa naissance                         | 14 juillet 1223 son avènement                         | 35 ans, 10 mois et 9 jours                            |                                                                         | Philippe II (18 septembre 1180 - 14 juillet 1223) |
| Louis son fils (juillet 1218 - 14 juillet 1223)                 | Louis futur Louis VIII                                | fils                                                  | 5 septembre 1187 sa naissance                         | 14 juillet 1223 son avènement                         | 35 ans, 10 mois et 9 jours                            |                                                                         | Philippe II (18 septembre 1180 - 14 juillet 1223) |
|                                                                 | Louis futur Louis IX                                  | fils                                                  | 14 juillet 1223 avènement de son père                 | 8 novembre 1226 son avènement                         | 3 ans, 3 mois et 25 jours                             | Robert son frère                                                        | Louis VIII (14 juillet 1223 - 8 novembre 1226)    |
|                                                                 | Robert, comte d'Artois                                | frère                                                 | 8 novembre 1226 avènement de son frère                | 24 février 1244 naissance de son neveu                | 17 ans, 3 mois et 16 jours                            | Jean, comte d'Anjou son frère (8 novembre 1226 - 1232)                  | Louis IX (8 novembre 1226 - 25 août 1270)         |
| Alphonse, comte de Poitiers son frère (1232 - 24 février 1244)  | Robert, comte d'Artois                                | frère                                                 | 8 novembre 1226 avènement de son frère                | 24 février 1244 naissance de son neveu                | 17 ans, 3 mois et 16 jours                            |                                                                         | Louis IX (8 novembre 1226 - 25 août 1270)         |
|                                                                 | Louis                                                 | fils                                                  | 24 février 1244 sa naissance                          | 11 janvier 1260 son décès                             | 15 ans, 10 mois et 18 jours                           | Robert, comte d'Artois son oncle (24 février 1244 - 30 avril 1245)      | Louis IX (8 novembre 1226 - 25 août 1270)         |
| Philippe son frère (30 avril 1245 - 11 janvier 1260)            | Louis                                                 | fils                                                  | 24 février 1244 sa naissance                          | 11 janvier 1260 son décès                             | 15 ans, 10 mois et 18 jours                           |                                                                         | Louis IX (8 novembre 1226 - 25 août 1270)         |
|                                                                 | Philippe futur Philippe III                           | fils                                                  | 11 janvier 1260 décès de son frère                    | 25 août 1270 son avènement                            | 10 ans, 7 mois et 14 jours                            | Jean Tristan son frère (11 janvier 1260 - 1264)                         | Louis IX (8 novembre 1226 - 25 août 1270)         |
| Louis son fils (1264 - 25 août 1270)                            | Philippe futur Philippe III                           | fils                                                  | 11 janvier 1260 décès de son frère                    | 25 août 1270 son avènement                            | 10 ans, 7 mois et 14 jours                            |                                                                         | Louis IX (8 novembre 1226 - 25 août 1270)         |
|                                                                 | Louis                                                 | fils                                                  | 25 août 1270 avènement de son père                    | mai 1276 son décès                                    | environ 5 ans et demi                                 | Philippe son frère                                                      | Philippe III (25 août 1270 - 5 octobre 1285)      |
|                                                                 | Philippe, roi de Navarre futur Philippe IV            | fils                                                  | mai 1276 décès de son frère                           | 5 octobre 1285 son avènement                          | environ 9 ans et demi                                 | Charles, comte de Valois son frère                                      | Philippe III (25 août 1270 - 5 octobre 1285)      |
|                                                                 | Charles, comte de Valois                              | frère                                                 | 5 octobre 1285 avènement de son frère                 | 4 octobre 1289 naissance de son neveu                 | 3 ans, 11 mois et 29 jours                            | Louis son demi-frère                                                    | Philippe IV (5 octobre 1285 - 29 novembre 1314)   |
|                                                                 | Louis, roi de Navarre futur Louis X                   | fils                                                  | 4 octobre 1289 sa naissance                           | 29 novembre 1314 son avènement au trône               | 25 ans, 1 mois et 25 jours                            | Charles, comte de Valois son oncle (4 octobre 1289 - 1293)              | Philippe IV (5 octobre 1285 - 29 novembre 1314)   |
| Philippe, comte de Poitiers son frère (1293 - 29 novembre 1314) | Louis, roi de Navarre futur Louis X                   | fils                                                  | 4 octobre 1289 sa naissance                           | 29 novembre 1314 son avènement au trône               | 25 ans, 1 mois et 25 jours                            |                                                                         | Philippe IV (5 octobre 1285 - 29 novembre 1314)   |
|                                                                 | Philippe, comte de Poitiers futur Philippe V          | frère                                                 | 29 novembre 1314 avènement de son frère               | 15 novembre 1316 naissance de son neveu               | 1 an, 11 mois et 17 jours                             | Charles, comte de la Marche son frère (29 novembre 1314 - 24 juin 1316) | Louis X (29 novembre 1314 - 5 juin 1316)          |
| Philippe son fils (24 juin - 15 novembre 1316)                  | Philippe, comte de Poitiers futur Philippe V          | frère                                                 | 29 novembre 1314 avènement de son frère               | 15 novembre 1316 naissance de son neveu               | 1 an, 11 mois et 17 jours                             |                                                                         | Louis X (29 novembre 1314 - 5 juin 1316)          |
| oncle                                                           | Philippe, comte de Poitiers futur Philippe V          | 15 novembre 1316 avènement de son neveu               | 19 novembre 1316 son avènement                        | 4 jours                                               | Philippe son fils                                     | Jean Ier (15 - 19 novembre 1316)                                        |                                                   |
|                                                                 | Philippe                                              | fils                                                  | 19 novembre 1316 avènement de son père                | 24 février 1317 son décès                             | 3 mois et 5 jours                                     | Charles, comte de la Marche son oncle                                   | Philippe V (19 novembre 1316 - 3 janvier 1322)    |
|                                                                 | Charles, comte de la Marche futur Charles IV          | frère                                                 | 24 février 1317 décès de son neveu                    | 3 janvier 1322 son avènement                          | 4 ans, 10 mois et 10 jours                            | Philippe son fils                                                       | Philippe V (19 novembre 1316 - 3 janvier 1322)    |
|                                                                 | Philippe                                              | fils                                                  | 3 janvier 1322 avènement de son père                  | avant le 24 mars 1322 son décès                       | environ 2 mois                                        | Charles, comte de Valois son grand-oncle                                | Charles IV (3 janvier 1322 - 1er février 1328)    |
|                                                                 | Charles, comte de Valois                              | oncle                                                 | avant le 24 mars 1322 décès de son petit-neveu        | 20 mars 1324 naissance de son petit-neveu             | environ 2 ans                                         | Philippe, comte du Maine et d'Anjou son fils                            | Charles IV (3 janvier 1322 - 1er février 1328)    |
|                                                                 | Louis                                                 | fils                                                  | 20 mars 1324 sa naissance                             | 21 mars 1324 son décès                                | 1 jour                                                | Charles, comte de Valois son grand-oncle                                | Charles IV (3 janvier 1322 - 1er février 1328)    |
|                                                                 | Charles, comte de Valois                              | oncle                                                 | 21 mars 1324 décès de son petit-neveu                 | 16 décembre 1325 son décès                            | 1 an, 8 mois et 25 jours                              | Philippe, comte du Maine et d'Anjou son fils                            | Charles IV (3 janvier 1322 - 1er février 1328)    |
|                                                                 | Philippe, comte de Valois futur Philippe VI           | cousin                                                | 16 décembre 1325 décès de son père                    | 1er avril 1328 son avènement                          | 2 ans, 3 mois et 16 jours                             | Jean son fils                                                           | Charles IV (3 janvier 1322 - 1er février 1328)    |

#### Branche de Valois (1328-1589)

##### Valois directs (1328-1498)
| Héritier | Héritier                                        | Parenté avec le roi | Devient héritier                                     | Cesse d'être héritier                    | Durée                      | 2e dans l'ordre de succession parenté avec l'héritier, dates                | Roi dates de règne                               |
| Portrait | Nom                                             | Parenté avec le roi | Devient héritier                                     | Cesse d'être héritier                    | Durée                      | 2e dans l'ordre de succession parenté avec l'héritier, dates                | Roi dates de règne                               |
| --- | ----------------------------------------------- | ------------------- | ---------------------------------------------------- | ---------------------------------------- | -------------------------- | --------------------------------------------------------------------------- | ------------------------------------------------ |
| | Jean, duc de Normandie futur Jean II            | fils                | 1er avril 1328 avènement de son père                 | 22 août 1350 son avènement               | 22 ans, 4 mois et 21 jours | Charles, comte d'Alençon son oncle (1er avril 1328 - 8 juin 1330)           | Philippe VI (1er avril 1328 - 22 août 1350)      |
| Louis son frère (8 - 23 juin 1330) | Jean, duc de Normandie futur Jean II            | fils                | 1er avril 1328 avènement de son père                 | 22 août 1350 son avènement               | 22 ans, 4 mois et 21 jours |                                                                             | Philippe VI (1er avril 1328 - 22 août 1350)      |
| Charles, comte d'Alençon son oncle (23 juin 1330 - 2 octobre 1333) | Jean, duc de Normandie futur Jean II            | fils                | 1er avril 1328 avènement de son père                 | 22 août 1350 son avènement               | 22 ans, 4 mois et 21 jours |                                                                             | Philippe VI (1er avril 1328 - 22 août 1350)      |
| Jean son frère (2 octobre 1333) | Jean, duc de Normandie futur Jean II            | fils                | 1er avril 1328 avènement de son père                 | 22 août 1350 son avènement               | 22 ans, 4 mois et 21 jours |                                                                             | Philippe VI (1er avril 1328 - 22 août 1350)      |
| Charles, comte d'Alençon son oncle (2 octobre 1333 - 1er juillet 1336)                                                                                                   | Jean, duc de Normandie futur Jean II            | fils                | 1er avril 1328 avènement de son père                 | 22 août 1350 son avènement               | 22 ans, 4 mois et 21 jours |                                                                             | Philippe VI (1er avril 1328 - 22 août 1350)      |
| Philippe son frère (1er juillet 1336 - 21 janvier 1338) | Jean, duc de Normandie futur Jean II            | fils                | 1er avril 1328 avènement de son père                 | 22 août 1350 son avènement               | 22 ans, 4 mois et 21 jours |                                                                             | Philippe VI (1er avril 1328 - 22 août 1350)      |
| Charles, dauphin de Viennois son fils (21 janvier 1338 - 22 août 1350)                                                                                                   | Jean, duc de Normandie futur Jean II            | fils                | 1er avril 1328 avènement de son père                 | 22 août 1350 son avènement               | 22 ans, 4 mois et 21 jours |                                                                             | Philippe VI (1er avril 1328 - 22 août 1350)      |
| | Charles, dauphin de Viennois futur Charles V    | fils                | 22 août 1350 avènement de son père                   | 8 avril 1364 son avènement               | 13 ans, 7 mois et 17 jours | Louis, duc d'Anjou son frère                                                | Jean II (22 août 1350 - 8 avril 1364)            |
| | Louis, duc d'Anjou                              | frère               | 8 avril 1364 avènement de son frère                  | 3 décembre 1368 naissance de son neveu   | 4 ans, 7 mois et 25 jours  | Jean, duc de Berry son frère                                                |                                                  |
| | Charles, dauphin de Viennois futur Charles VI   | fils                | 3 décembre 1368 sa naissance                         | 16 septembre 1380 son avènement          | 11 ans, 9 mois et 13 jours | Louis, duc d'Anjou son oncle (3 décembre 1368 - 13 mars 1372)               |                                                  |
| Louis son frère (13 mars 1372 - 16 septembre 1380) | Charles, dauphin de Viennois futur Charles VI   | fils                | 3 décembre 1368 sa naissance                         | 16 septembre 1380 son avènement          | 11 ans, 9 mois et 13 jours |                                                                             |                                                  |
| | Louis                                           | frère               | 16 septembre 1380 avènement de son frère             | 25 septembre 1386 naissance de son neveu | 6 ans et 9 jours           | Louis, duc d'Anjou son oncle (16 septembre 1380 - 20 septembre 1384)        | Charles VI (16 septembre 1380 - 21 octobre 1422) |
| Louis, duc d'Anjou son cousin (20 septembre 1384 - 25 septembre 1386) | Louis                                           | frère               | 16 septembre 1380 avènement de son frère             | 25 septembre 1386 naissance de son neveu | 6 ans et 9 jours           |                                                                             | Charles VI (16 septembre 1380 - 21 octobre 1422) |
| | Charles, dauphin de Viennois                    | fils                | 25 septembre 1386 sa naissance                       | 28 décembre 1386 son décès               | 3 mois et 3 jours          | Louis, duc de Touraine son oncle                                            | Charles VI (16 septembre 1380 - 21 octobre 1422) |
| | Louis, duc de Touraine                          | frère               | 28 décembre 1386 décès de son neveu                  | 6 février 1392 naissance de son neveu    | 5 ans, 1 mois et 9 jours   | Louis, duc d'Anjou son cousin                                               | Charles VI (16 septembre 1380 - 21 octobre 1422) |
| | Charles, dauphin de Viennois                    | fils                | 6 février 1392 sa naissance                          | 13 janvier 1401 son décès                | 8 ans, 11 mois et 7 jours  | Louis, duc d'Orléans son oncle (6 février 1392 - 22 janvier 1397)           | Charles VI (16 septembre 1380 - 21 octobre 1422) |
| Louis son frère (22 janvier 1397 - 13 janvier 1401) | Charles, dauphin de Viennois                    | fils                | 6 février 1392 sa naissance                          | 13 janvier 1401 son décès                | 8 ans, 11 mois et 7 jours  |                                                                             | Charles VI (16 septembre 1380 - 21 octobre 1422) |
| | Louis, dauphin de Viennois                      | fils                | 13 janvier 1401 décès de son frère                   | 18 décembre 1415 son décès               | 14 ans, 11 mois et 5 jours | Jean, duc de Touraine son frère                                             | Charles VI (16 septembre 1380 - 21 octobre 1422) |
| | Jean, dauphin de Viennois                       | fils                | 18 décembre 1415 décès de son frère                  | 4 avril 1417 son décès                   | 1 an, 3 mois et 17 jours   | Charles, comte de Ponthieu son frère                                        | Charles VI (16 septembre 1380 - 21 octobre 1422) |
| | Charles, dauphin de Viennois futur Charles VII  | fils                | 4 avril 1417 décès de son frère                      | 21 octobre 1422 son avènement            | 5 ans, 6 mois et 17 jours  | Charles, duc d'Orléans son cousin                                           | Charles VI (16 septembre 1380 - 21 octobre 1422) |
| Succession contestée (21 mai 1420 - 21 octobre 1422) : pour les partisans de la maison de Lancastre, la succession s'établissait comme suit en vertu du traité de Troyes |                                                 |                     |                                                      |                                          |                            |                                                                             | Charles VI (16 septembre 1380 - 21 octobre 1422) |
| | Henri, roi d'Angleterre                         | gendre              | 21 mai 1420 désigné héritier par le traité de Troyes | 31 août 1422 son décès                   | 2 ans, 3 mois et 10 jours  | Thomas, duc de Clarence son frère (21 mai 1420 - 22 mars 1421)              | Charles VI (16 septembre 1380 - 21 octobre 1422) |
| Jean, duc de Bedford son frère (22 mars - 6 décembre 1421) | Henri, roi d'Angleterre                         | gendre              | 21 mai 1420 désigné héritier par le traité de Troyes | 31 août 1422 son décès                   | 2 ans, 3 mois et 10 jours  |                                                                             | Charles VI (16 septembre 1380 - 21 octobre 1422) |
| Henri, duc de Cornouailles son fils (6 décembre 1421 - 31 août 1422) | Henri, roi d'Angleterre                         | gendre              | 21 mai 1420 désigné héritier par le traité de Troyes | 31 août 1422 son décès                   | 2 ans, 3 mois et 10 jours  |                                                                             | Charles VI (16 septembre 1380 - 21 octobre 1422) |
| | Henri, roi d'Angleterre                         | petit-fils          | 31 août 1422 décès de son père                       | 21 octobre 1422 avènement de Charles VII | 1 mois et 20 jours         | Jean, duc de Bedford son oncle                                              | Charles VI (16 septembre 1380 - 21 octobre 1422) |
| | Charles, duc d'Orléans                          | cousin              | 21 octobre 1422 avènement de son cousin              | 3 juillet 1423 naissance de son cousin   | 8 mois et 12 jours         | Jean, comte d'Angoulême son frère                                           | Charles VII (21 octobre 1422 - 22 juillet 1461)  |
| | Louis, dauphin de Viennois futur Louis XI       | fils                | 3 juillet 1423 sa naissance                          | 22 juillet 1461 son avènement            | 38 ans et 19 jours         | Charles, duc d'Orléans son cousin (3 juillet 1423 - 19 novembre 1426)       | Charles VII (21 octobre 1422 - 22 juillet 1461)  |
| Jean son frère (19 novembre 1426) | Louis, dauphin de Viennois futur Louis XI       | fils                | 3 juillet 1423 sa naissance                          | 22 juillet 1461 son avènement            | 38 ans et 19 jours         |                                                                             | Charles VII (21 octobre 1422 - 22 juillet 1461)  |
| Charles, duc d'Orléans son cousin (19 novembre 1426 - 1432) | Louis, dauphin de Viennois futur Louis XI       | fils                | 3 juillet 1423 sa naissance                          | 22 juillet 1461 son avènement            | 38 ans et 19 jours         |                                                                             | Charles VII (21 octobre 1422 - 22 juillet 1461)  |
| Jacques son frère (1432 - 2 mars 1437) | Louis, dauphin de Viennois futur Louis XI       | fils                | 3 juillet 1423 sa naissance                          | 22 juillet 1461 son avènement            | 38 ans et 19 jours         |                                                                             | Charles VII (21 octobre 1422 - 22 juillet 1461)  |
| Charles, duc d'Orléans son cousin (2 mars 1437 - 26 décembre 1446) | Louis, dauphin de Viennois futur Louis XI       | fils                | 3 juillet 1423 sa naissance                          | 22 juillet 1461 son avènement            | 38 ans et 19 jours         |                                                                             | Charles VII (21 octobre 1422 - 22 juillet 1461)  |
| Charles son frère (26 décembre 1446 - 18 octobre 1458) | Louis, dauphin de Viennois futur Louis XI       | fils                | 3 juillet 1423 sa naissance                          | 22 juillet 1461 son avènement            | 38 ans et 19 jours         |                                                                             | Charles VII (21 octobre 1422 - 22 juillet 1461)  |
| Louis son fils (18 octobre 1458 - 1460) | Louis, dauphin de Viennois futur Louis XI       | fils                | 3 juillet 1423 sa naissance                          | 22 juillet 1461 son avènement            | 38 ans et 19 jours         |                                                                             | Charles VII (21 octobre 1422 - 22 juillet 1461)  |
| Charles son frère (1460 - 22 juillet 1461) | Louis, dauphin de Viennois futur Louis XI       | fils                | 3 juillet 1423 sa naissance                          | 22 juillet 1461 son avènement            | 38 ans et 19 jours         |                                                                             | Charles VII (21 octobre 1422 - 22 juillet 1461)  |
| | Charles, duc de Berry, puis de Normandie        | frère               | 22 juillet 1461 avènement de son frère               | 4 décembre 1466 naissance de son neveu   | 5 ans, 4 mois et 12 jours  | Charles, duc d'Orléans son cousin (22 juillet 1461 - 5 janvier 1465)        | Louis XI (22 juillet 1461 - 30 août 1483)        |
| Louis, duc d'Orléans son cousin (5 janvier 1465 - 4 décembre 1466) | Charles, duc de Berry, puis de Normandie        | frère               | 22 juillet 1461 avènement de son frère               | 4 décembre 1466 naissance de son neveu   | 5 ans, 4 mois et 12 jours  |                                                                             | Louis XI (22 juillet 1461 - 30 août 1483)        |
| | François, dauphin de Viennois                   | fils                | 4 décembre 1466 sa naissance                         | 4 décembre 1466 son décès                | moins d’un jour            | Charles, duc de Normandie son oncle                                         | Louis XI (22 juillet 1461 - 30 août 1483)        |
| | Charles, duc de Normandie, puis de Guyenne      | frère               | 4 décembre 1466 décès de son neveu                   | 30 juin 1470 naissance de son neveu      | 3 ans, 6 mois et 26 jours  | Louis, duc d'Orléans son cousin                                             | Louis XI (22 juillet 1461 - 30 août 1483)        |
| | Charles, dauphin de Viennois futur Charles VIII | fils                | 30 juin 1470 sa naissance                            | 30 août 1483 son avènement               | 13 ans et 2 mois           | Charles, duc de Guyenne son oncle (30 juin 1470 - 24 mai 1472)              | Louis XI (22 juillet 1461 - 30 août 1483)        |
| Louis, duc d'Orléans son cousin (24 mai - 3 septembre 1472) | Charles, dauphin de Viennois futur Charles VIII | fils                | 30 juin 1470 sa naissance                            | 30 août 1483 son avènement               | 13 ans et 2 mois           |                                                                             | Louis XI (22 juillet 1461 - 30 août 1483)        |
| François son frère (3 septembre 1472 - juillet 1473) | Charles, dauphin de Viennois futur Charles VIII | fils                | 30 juin 1470 sa naissance                            | 30 août 1483 son avènement               | 13 ans et 2 mois           |                                                                             | Louis XI (22 juillet 1461 - 30 août 1483)        |
| Louis, duc d'Orléans son cousin (juillet 1473 - 30 août 1483) | Charles, dauphin de Viennois futur Charles VIII | fils                | 30 juin 1470 sa naissance                            | 30 août 1483 son avènement               | 13 ans et 2 mois           |                                                                             | Louis XI (22 juillet 1461 - 30 août 1483)        |
| | Louis, duc d'Orléans futur Louis XII            | cousin              | 30 août 1483 avènement de son cousin                 | 11 octobre 1492 naissance de son cousin  | 9 ans, 1 mois et 11 jours  | Charles, comte d'Angoulême son cousin                                       | Charles VIII (30 août 1483 - 7 avril 1498)       |
| | Charles-Orland, dauphin de Viennois             | fils                | 11 octobre 1492 sa naissance                         | 16 décembre 1495 son décès               | 3 ans, 2 mois et 5 jours   | Louis, duc d'Orléans son cousin                                             | Charles VIII (30 août 1483 - 7 avril 1498)       |
| | Louis, duc d'Orléans futur Louis XII            | cousin              | 16 décembre 1495 décès de son cousin                 | 8 septembre 1496 naissance de son cousin | 8 mois et 23 jours         | Charles, comte d'Angoulême son cousin (16 décembre 1495 - 1er janvier 1496) | Charles VIII (30 août 1483 - 7 avril 1498)       |
| François, comte d'Angoulême son cousin (1er janvier - 8 septembre 1496)                                                                                                  | Louis, duc d'Orléans futur Louis XII            | cousin              | 16 décembre 1495 décès de son cousin                 | 8 septembre 1496 naissance de son cousin | 8 mois et 23 jours         |                                                                             | Charles VIII (30 août 1483 - 7 avril 1498)       |
| | Charles, dauphin de Viennois                    | fils                | 8 septembre 1496 sa naissance                        | 2 octobre 1496 son décès                 | 24 jours                   | Louis, duc d'Orléans son cousin                                             | Charles VIII (30 août 1483 - 7 avril 1498)       |
| | Louis, duc d'Orléans futur Louis XII            | cousin              | 2 octobre 1496 décès de son cousin                   | juillet 1497 naissance de son cousin     | environ 9 mois             | François, comte d'Angoulême son cousin                                      | Charles VIII (30 août 1483 - 7 avril 1498)       |
| | François, dauphin de Viennois                   | fils                | juillet 1497 sa naissance                            | début 1498 son décès                     | quelques mois              | Louis, duc d'Orléans son cousin                                             | Charles VIII (30 août 1483 - 7 avril 1498)       |
| | Louis, duc d'Orléans futur Louis XII            | cousin              | début 1498 décès de son cousin                       | 7 avril 1498 son avènement               | quelques semaines          | François, comte d'Angoulême son cousin                                      | Charles VIII (30 août 1483 - 7 avril 1498)       |

##### Rameau d'Orléans (1498-1515)
| Héritier | Héritier                                   | Parenté avec le roi | Devient héritier                     | Cesse d'être héritier          | Durée                      | 2e dans l'ordre de succession parenté avec l'héritier, dates | Roi dates de règne                          |
| Portrait | Nom                                        | Parenté avec le roi | Devient héritier                     | Cesse d'être héritier          | Durée                      | 2e dans l'ordre de succession parenté avec l'héritier, dates | Roi dates de règne                          |
| -------- | ------------------------------------------ | ------------------- | ------------------------------------ | ------------------------------ | -------------------------- | ------------------------------------------------------------ | ------------------------------------------- |
|          | François, duc de Valois futur François Ier | cousin              | 7 avril 1498 avènement de son cousin | 1er janvier 1515 son avènement | 16 ans, 8 mois et 25 jours | Charles, duc d'Alençon son cousin                            | Louis XII (7 avril 1498 - 1er janvier 1515) |

##### Rameau d'Orléans-Angoulême (1515-1589)
| Héritier | Héritier                                           | Parenté avec le roi | Devient héritier                                       | Cesse d'être héritier                   | Durée                      | 2e dans l'ordre de succession parenté avec l'héritier, dates                  | Roi dates de règne                              |
| Portrait | Nom                                                | Parenté avec le roi | Devient héritier                                       | Cesse d'être héritier                   | Durée                      | 2e dans l'ordre de succession parenté avec l'héritier, dates                  | Roi dates de règne                              |
| --- | -------------------------------------------------- | ------------------- | ------------------------------------------------------ | --------------------------------------- | -------------------------- | ----------------------------------------------------------------------------- | ----------------------------------------------- |
| | Charles, duc d'Alençon                             | cousin              | 1er janvier 1515 avènement de son cousin               | 28 février 1518 naissance de son cousin | 3 ans, 1 mois et 27 jours  | Charles, duc de Bourbon son cousin                                            | François Ier (1er janvier 1515 - 31 mars 1547)  |
| | François, dauphin de Viennois                      | fils                | 28 février 1518 sa naissance                           | 10 août 1536 son décès                  | 18 ans, 5 mois et 13 jours | Charles, duc d'Alençon son cousin (28 février 1518 - 31 mars 1519)            | François Ier (1er janvier 1515 - 31 mars 1547)  |
| Henri, duc d'Orléans son frère (31 mars 1519 - 10 août 1536) | François, dauphin de Viennois                      | fils                | 28 février 1518 sa naissance                           | 10 août 1536 son décès                  | 18 ans, 5 mois et 13 jours |                                                                               | François Ier (1er janvier 1515 - 31 mars 1547)  |
| | Henri, dauphin de Viennois futur Henri II          | fils                | 10 août 1536 décès de son frère                        | 31 mars 1547 son avènement              | 10 ans, 7 mois et 21 jours | Charles, duc d'Orléans son frère (10 août 1536 - 19 janvier 1544)             | François Ier (1er janvier 1515 - 31 mars 1547)  |
| François son fils (19 janvier 1544 - 31 mars 1547) | Henri, dauphin de Viennois futur Henri II          | fils                | 10 août 1536 décès de son frère                        | 31 mars 1547 son avènement              | 10 ans, 7 mois et 21 jours |                                                                               | François Ier (1er janvier 1515 - 31 mars 1547)  |
| | François, dauphin de France futur François II      | fils                | 31 mars 1547 avènement de son père                     | 10 juillet 1559 son avènement           | 12 ans, 3 mois et 9 jours  | Antoine de Bourbon, duc de Vendôme son cousin (31 mars 1547 - 3 février 1549) | Henri II (31 mars 1547 - 10 juillet 1559)       |
| Louis, duc d'Orléans son frère (3 février 1549 - 24 octobre 1550) | François, dauphin de France futur François II      | fils                | 31 mars 1547 avènement de son père                     | 10 juillet 1559 son avènement           | 12 ans, 3 mois et 9 jours  |                                                                               | Henri II (31 mars 1547 - 10 juillet 1559)       |
| Charles-Maximilien, duc d'Orléans son frère (24 octobre 1550 - 10 juillet 1559)                                                                                        | François, dauphin de France futur François II      | fils                | 31 mars 1547 avènement de son père                     | 10 juillet 1559 son avènement           | 12 ans, 3 mois et 9 jours  |                                                                               | Henri II (31 mars 1547 - 10 juillet 1559)       |
| | Charles-Maximilien, duc d'Orléans futur Charles IX | frère               | 10 juillet 1559 avènement de son frère                 | 5 décembre 1560 son avènement           | 1 an, 4 mois et 25 jours   | Alexandre Édouard, duc d'Angoulême son frère                                  | François II (10 juillet 1559 - 5 décembre 1560) |
| | Henri, duc d'Anjou futur Henri III                 | frère               | 5 décembre 1560 avènement de son frère                 | 30 mai 1574 son avènement               | 13 ans, 5 mois et 25 jours | François, duc d'Alençon son frère                                             | Charles IX (5 décembre 1560 - 30 mai 1574)      |
| | François, duc d'Anjou                              | frère               | 30 mai 1574 avènement de son frère                     | 10 juin 1584 son décès                  | 10 ans et 11 jours         | Henri, roi de Navarre son cousin                                              | Henri III (30 mai 1574 - 2 août 1589)           |
| | Henri, roi de Navarre futur Henri IV               | cousin              | 10 juin 1584 décès de son cousin                       | 2 août 1589 son avènement               | 5 ans, 1 mois et 23 jours  | Charles, cardinal de Vendôme son oncle                                        | Henri III (30 mai 1574 - 2 août 1589)           |
| Succession contestée (18 juillet 1585 - 2 août 1589) : pour les partisans de la Ligue catholique, la succession s'établissait comme suit en vertu de l'édit de Nemours |                                                    |                     |                                                        |                                         |                            |                                                                               | Henri III (30 mai 1574 - 2 août 1589)           |
| | Charles, cardinal de Vendôme                       | cousin              | 18 juillet 1585 désigné héritier par l'édit de Nemours | 2 août 1589 avènement d'Henri IV        | 4 ans et 15 jours          | François, prince de Conti son neveu                                           | Henri III (30 mai 1574 - 2 août 1589)           |

#### Branche de Bourbon (1589-1792)
Avec l'avènement d'Henri III de Navarre sur le trône de France le 2 août 1589, la liste des héritiers des trônes de France et de Navarre se confond du 27 septembre 1601 jusqu'à la déchéance de Charles X le 2 août 1830, sauf pour les brefs cas de Louise-Élisabeth de France entre 1727 et 1729 et de Marie-Thérèse de France entre 1778 et 1781, qui sont héritières du seul royaume de Navarre de façon anecdotique car substituées rapidement par un frère cadet.
| Héritier | Héritier                                             | Parenté avec le roi | Devient héritier                                       | Cesse d'être héritier                                  | Durée                      | 2e dans l'ordre de succession parenté avec l'héritier, dates                  | Roi dates de règne                           |
| Portrait | Nom                                                  | Parenté avec le roi | Devient héritier                                       | Cesse d'être héritier                                  | Durée                      | 2e dans l'ordre de succession parenté avec l'héritier, dates                  | Roi dates de règne                           |
| --- | ---------------------------------------------------- | ------------------- | ------------------------------------------------------ | ------------------------------------------------------ | -------------------------- | ----------------------------------------------------------------------------- | -------------------------------------------- |
| | Charles, cardinal de Vendôme dit Charles X           | oncle               | 2 août 1589 avènement de son neveu                     | 9 mai 1590 son décès                                   | 9 mois et 7 jours          | Henri, prince de Condé son petit-neveu                                        | Henri IV (2 août 1589 - 14 mai 1610)         |
| | Henri, prince de Condé                               | cousin              | 9 mai 1590 décès de son grand-oncle                    | 27 septembre 1601 naissance de son cousin              | 11 ans, 4 mois et 18 jours | François, prince de Conti son oncle                                           | Henri IV (2 août 1589 - 14 mai 1610)         |
| | Louis, dauphin de France futur Louis XIII            | fils                | 27 septembre 1601 sa naissance                         | 14 mai 1610 son avènement                              | 8 ans, 7 mois et 17 jours  | Henri, prince de Condé son cousin (27 septembre 1601 - 13 avril 1607)         | Henri IV (2 août 1589 - 14 mai 1610)         |
| Monsieur, duc d'Orléans son frère (13 avril 1607 - 14 mai 1610) | Louis, dauphin de France futur Louis XIII            | fils                | 27 septembre 1601 sa naissance                         | 14 mai 1610 son avènement                              | 8 ans, 7 mois et 17 jours  |                                                                               | Henri IV (2 août 1589 - 14 mai 1610)         |
| | Monsieur, duc d'Orléans                              | frère               | 14 mai 1610 avènement de son frère                     | 17 novembre 1611 son décès                             | 1 an, 6 mois et 3 jours    | Gaston son frère                                                              | Louis XIII (14 mai 1610 - 14 mai 1643)       |
| | Gaston, duc d'Orléans dit le Grand Monsieur          | frère               | 17 novembre 1611 décès de son frère                    | 5 septembre 1638 naissance de son neveu                | 26 ans, 9 mois et 19 jours | Henri, prince de Condé son cousin                                             | Louis XIII (14 mai 1610 - 14 mai 1643)       |
| | Louis, dauphin de France futur Louis XIV             | fils                | 5 septembre 1638 sa naissance                          | 14 mai 1643 son avènement                              | 4 ans, 8 mois et 9 jours   | Gaston, duc d'Orléans son oncle (5 septembre 1638 - 21 septembre 1640)        | Louis XIII (14 mai 1610 - 14 mai 1643)       |
| Philippe, duc d'Anjou son frère (21 septembre 1640 - 14 mai 1643) | Louis, dauphin de France futur Louis XIV             | fils                | 5 septembre 1638 sa naissance                          | 14 mai 1643 son avènement                              | 4 ans, 8 mois et 9 jours   |                                                                               | Louis XIII (14 mai 1610 - 14 mai 1643)       |
| | Philippe, duc d'Anjou dit le Petit Monsieur          | frère               | 14 mai 1643 avènement de son frère                     | 1er novembre 1661 naissance de son neveu               | 18 ans, 5 mois et 18 jours | Gaston, duc d'Orléans son oncle (14 mai 1643 - 2 février 1660)                | Louis XIV (14 mai 1643 - 1er septembre 1715) |
| Louis, prince de Condé son cousin (2 février 1660 - 1er novembre 1661) | Philippe, duc d'Anjou dit le Petit Monsieur          | frère               | 14 mai 1643 avènement de son frère                     | 1er novembre 1661 naissance de son neveu               | 18 ans, 5 mois et 18 jours |                                                                               | Louis XIV (14 mai 1643 - 1er septembre 1715) |
| | Louis, dauphin de France dit le Grand Dauphin        | fils                | 1er novembre 1661 sa naissance                         | 14 avril 1711 son décès                                | 49 ans, 5 mois et 13 jours | Philippe, duc d'Orléans son oncle (1er novembre 1661 - 5 août 1668)           | Louis XIV (14 mai 1643 - 1er septembre 1715) |
| Philippe Charles, duc d'Anjou son frère (5 août 1668 - 10 juillet 1671) | Louis, dauphin de France dit le Grand Dauphin        | fils                | 1er novembre 1661 sa naissance                         | 14 avril 1711 son décès                                | 49 ans, 5 mois et 13 jours |                                                                               | Louis XIV (14 mai 1643 - 1er septembre 1715) |
| Philippe, duc d'Orléans son oncle (10 juillet 1671 - 14 juin 1672) | Louis, dauphin de France dit le Grand Dauphin        | fils                | 1er novembre 1661 sa naissance                         | 14 avril 1711 son décès                                | 49 ans, 5 mois et 13 jours |                                                                               | Louis XIV (14 mai 1643 - 1er septembre 1715) |
| Louis-François, duc d'Anjou son frère (14 juin - 4 novembre 1672) | Louis, dauphin de France dit le Grand Dauphin        | fils                | 1er novembre 1661 sa naissance                         | 14 avril 1711 son décès                                | 49 ans, 5 mois et 13 jours |                                                                               | Louis XIV (14 mai 1643 - 1er septembre 1715) |
| Philippe, duc d'Orléans son oncle (4 novembre 1672 - 6 août 1682) | Louis, dauphin de France dit le Grand Dauphin        | fils                | 1er novembre 1661 sa naissance                         | 14 avril 1711 son décès                                | 49 ans, 5 mois et 13 jours |                                                                               | Louis XIV (14 mai 1643 - 1er septembre 1715) |
| Louis, duc de Bourgogne son fils (6 août 1682 - 14 avril 1711) | Louis, dauphin de France dit le Grand Dauphin        | fils                | 1er novembre 1661 sa naissance                         | 14 avril 1711 son décès                                | 49 ans, 5 mois et 13 jours |                                                                               | Louis XIV (14 mai 1643 - 1er septembre 1715) |
| | Louis, dauphin de France dit le Petit Dauphin        | petit-fils          | 14 avril 1711 décès de son père                        | 18 février 1712 son décès                              | 10 mois et 4 jours         | Louis, duc de Bretagne son fils                                               | Louis XIV (14 mai 1643 - 1er septembre 1715) |
| | Louis, dauphin de France                             | arrière-petit-fils  | 18 février 1712 décès de son père                      | 8 mars 1712 son décès                                  | 19 jours                   | Louis, duc d'Anjou son frère                                                  | Louis XIV (14 mai 1643 - 1er septembre 1715) |
| | Louis, dauphin de France futur Louis XV              | arrière-petit-fils  | 8 mars 1712 décès de son frère                         | 7 novembre 1712 début de la contestation de succession | 7 mois et 30 jours         | Philippe, roi d'Espagne son oncle                                             | Louis XIV (14 mai 1643 - 1er septembre 1715) |
| Succession incertaine (7 novembre 1712 - 13 septembre 1751) : pour les partisans de la maison de Bourbon d'Espagne, la renonciation de Philippe V d'Espagne au trône de France en 1712 était nulle et la succession s'établissait comme suit |                                                      |                     |                                                        |                                                        |                            |                                                                               |                                              |
| | Louis, dauphin de France futur Louis XV              | arrière-petit-fils  | 7 novembre 1712 début de la contestation de succession | 1er septembre 1715 son avènement                       | 2 ans, 9 mois et 25 jours  | Philippe, roi d'Espagne son oncle                                             | Louis XIV (14 mai 1643 - 1er septembre 1715) |
| | Philippe, roi d'Espagne                              | oncle               | 1er septembre 1715 avènement de son neveu              | 4 septembre 1729 naissance de son petit-neveu          | 14 ans et 3 jours          | Louis, roi d'Espagne son fils (1er septembre 1715 - 31 août 1724)             | Louis XV (1er septembre 1715 - 10 mai 1774)  |
| Ferdinand, prince des Asturies son fils (31 août 1724 - 4 septembre 1729) | Philippe, roi d'Espagne                              | oncle               | 1er septembre 1715 avènement de son neveu              | 4 septembre 1729 naissance de son petit-neveu          | 14 ans et 3 jours          |                                                                               | Louis XV (1er septembre 1715 - 10 mai 1774)  |
| | Louis, dauphin de France                             | fils                | 4 septembre 1729 sa naissance                          | 13 septembre 1751 fin de la contestation de succession | 22 ans et 9 jours          | Philippe, roi d'Espagne son grand-oncle (4 septembre 1729 - 30 août 1730)     | Louis XV (1er septembre 1715 - 10 mai 1774)  |
| Philippe, duc d'Anjou son frère (30 août 1730 - 7 avril 1733) | Louis, dauphin de France                             | fils                | 4 septembre 1729 sa naissance                          | 13 septembre 1751 fin de la contestation de succession | 22 ans et 9 jours          |                                                                               | Louis XV (1er septembre 1715 - 10 mai 1774)  |
| Philippe, roi d'Espagne son grand-oncle (7 avril 1733 - 9 juillet 1746) | Louis, dauphin de France                             | fils                | 4 septembre 1729 sa naissance                          | 13 septembre 1751 fin de la contestation de succession | 22 ans et 9 jours          |                                                                               | Louis XV (1er septembre 1715 - 10 mai 1774)  |
| Ferdinand, roi d'Espagne son cousin (9 juillet 1746 - 13 septembre 1751) | Louis, dauphin de France                             | fils                | 4 septembre 1729 sa naissance                          | 13 septembre 1751 fin de la contestation de succession | 22 ans et 9 jours          |                                                                               | Louis XV (1er septembre 1715 - 10 mai 1774)  |
| Succession incertaine (7 novembre 1712 - 13 septembre 1751) : pour les partisans de la maison d'Orléans, la renonciation de Philippe V d'Espagne au trône de France en 1712 était valable et la succession s'établissait comme suit          |                                                      |                     |                                                        |                                                        |                            |                                                                               |                                              |
| | Louis, dauphin de France futur Louis XV              | arrière-petit-fils  | 7 novembre 1712 début de la contestation de succession | 1er septembre 1715 son avènement                       | 2 ans, 9 mois et 25 jours  | Charles, duc de Berry son oncle (7 novembre 1712 - 4 mai 1714)                | Louis XIV (14 mai 1643 - 1er septembre 1715) |
| Philippe, duc d'Orléans son cousin (4 mai 1714 - 1er septembre 1715) | Louis, dauphin de France futur Louis XV              | arrière-petit-fils  | 7 novembre 1712 début de la contestation de succession | 1er septembre 1715 son avènement                       | 2 ans, 9 mois et 25 jours  |                                                                               | Louis XIV (14 mai 1643 - 1er septembre 1715) |
| | Philippe, duc d'Orléans                              | cousin              | 1er septembre 1715 avènement de son cousin             | 2 décembre 1723 son décès                              | 8 ans, 3 mois et 1 jour    | Louis, duc de Chartres son fils                                               | Louis XV (1er septembre 1715 - 10 mai 1774)  |
| | Louis, duc d'Orléans                                 | cousin              | 2 décembre 1723 décès de son père                      | 4 septembre 1729 naissance de son cousin               | 5 ans, 9 mois et 2 jours   | Louis Henri, prince de Condé son cousin (2 décembre 1723 - 12 mai 1725)       | Louis XV (1er septembre 1715 - 10 mai 1774)  |
| Louis-Philippe, duc de Chartres son fils (12 mai 1725 - 4 septembre 1729) | Louis, duc d'Orléans                                 | cousin              | 2 décembre 1723 décès de son père                      | 4 septembre 1729 naissance de son cousin               | 5 ans, 9 mois et 2 jours   |                                                                               | Louis XV (1er septembre 1715 - 10 mai 1774)  |
| | Louis, dauphin de France                             | fils                | 4 septembre 1729 sa naissance                          | 13 septembre 1751 fin de la contestation de succession | 22 ans et 9 jours          | Louis, duc d'Orléans son cousin (4 septembre 1729 - 30 août 1730)             | Louis XV (1er septembre 1715 - 10 mai 1774)  |
| Philippe, duc d'Anjou son frère (30 août 1730 - 7 avril 1733) | Louis, dauphin de France                             | fils                | 4 septembre 1729 sa naissance                          | 13 septembre 1751 fin de la contestation de succession | 22 ans et 9 jours          |                                                                               | Louis XV (1er septembre 1715 - 10 mai 1774)  |
| Louis, duc d'Orléans son cousin (7 avril 1733 - 13 septembre 1751) | Louis, dauphin de France                             | fils                | 4 septembre 1729 sa naissance                          | 13 septembre 1751 fin de la contestation de succession | 22 ans et 9 jours          |                                                                               | Louis XV (1er septembre 1715 - 10 mai 1774)  |
| Succession incontestée à compter du 13 septembre 1751 |                                                      |                     |                                                        |                                                        |                            |                                                                               |                                              |
| | Louis, dauphin de France                             | fils                | 13 septembre 1751 fin de la contestation de succession | 20 décembre 1765 son décès                             | 14 ans, 3 mois et 7 jours  | Louis-Joseph, duc de Bourgogne son fils (13 septembre 1751 - 22 mars 1761)    | Louis XV (1er septembre 1715 - 10 mai 1774)  |
| Louis-Auguste, duc de Berry son fils (22 mars 1761 - 20 décembre 1765) | Louis, dauphin de France                             | fils                | 13 septembre 1751 fin de la contestation de succession | 20 décembre 1765 son décès                             | 14 ans, 3 mois et 7 jours  |                                                                               | Louis XV (1er septembre 1715 - 10 mai 1774)  |
| | Louis-Auguste, dauphin de France futur Louis XVI     | petit-fils          | 20 décembre 1765 décès de son père                     | 10 mai 1774 son avènement                              | 8 ans, 4 mois et 20 jours  | Louis-Stanislas, comte de Provence son frère                                  | Louis XV (1er septembre 1715 - 10 mai 1774)  |
| | Louis-Stanislas, comte de Provence futur Louis XVIII | frère               | 10 mai 1774 avènement de son frère                     | 22 octobre 1781 naissance de son neveu                 | 7 ans, 5 mois et 12 jours  | Charles-Philippe, comte d'Artois son frère                                    | Louis XVI (10 mai 1774 - 21 septembre 1792)  |
| | Louis-Joseph, dauphin de France                      | fils                | 22 octobre 1781 sa naissance                           | 4 juin 1789 son décès                                  | 7 ans, 7 mois et 13 jours  | Louis-Stanislas, comte de Provence son oncle (22 octobre 1781 - 27 mars 1785) | Louis XVI (10 mai 1774 - 21 septembre 1792)  |
| Louis-Charles, duc de Normandie son frère (27 mars 1785 - 4 juin 1789) | Louis-Joseph, dauphin de France                      | fils                | 22 octobre 1781 sa naissance                           | 4 juin 1789 son décès                                  | 7 ans, 7 mois et 13 jours  |                                                                               | Louis XVI (10 mai 1774 - 21 septembre 1792)  |
| | Louis-Charles, dauphin de France, puis prince royal  | fils                | 4 juin 1789 décès de son frère                         | 21 septembre 1792 abolition de la royauté              | 3 ans, 3 mois et 17 jours  | Louis-Stanislas, comte de Provence, puis prince français son oncle            | Louis XVI (10 mai 1774 - 21 septembre 1792)  |

### Maison Bonaparte (1804-1814)
| Héritier | Héritier                                                             | Parenté avec l'empereur | Devient héritier                   | Cesse d'être héritier                   | Durée                     | 2e dans l'ordre de succession parenté avec l'héritier, dates | Empereur dates de règne                   |
| Portrait | Nom                                                                  | Parenté avec l'empereur | Devient héritier                   | Cesse d'être héritier                   | Durée                     | 2e dans l'ordre de succession parenté avec l'héritier, dates | Empereur dates de règne                   |
| -------- | -------------------------------------------------------------------- | ----------------------- | ---------------------------------- | --------------------------------------- | ------------------------- | ------------------------------------------------------------ | ----------------------------------------- |
|          | Joseph, roi de Naples, puis d'Espagne                                | frère                   | 18 mai 1804 avènement de son frère | 20 mars 1811 naissance de son neveu     | 6 ans, 10 mois et 2 jours | Louis, roi de Hollande son frère                             | Napoléon Ier (18 mai 1804 - 6 avril 1814) |
|          | Napoléon Bonaparte, roi de Rome et prince impérial futur Napoléon II | fils                    | 20 mars 1811 sa naissance          | 6 avril 1814 abdication de Napoléon Ier | 3 ans et 17 jours         | Joseph, roi d'Espagne son oncle                              | Napoléon Ier (18 mai 1804 - 6 avril 1814) |

### Maison de Bourbon (1814-1815)
| Héritier | Héritier                                         | Parenté avec le roi | Devient héritier                    | Cesse d'être héritier             | Durée               | 2e dans l'ordre de succession parenté avec l'héritier, dates | Roi dates de règne                        |
| Portrait | Nom                                              | Parenté avec le roi | Devient héritier                    | Cesse d'être héritier             | Durée               | 2e dans l'ordre de succession parenté avec l'héritier, dates | Roi dates de règne                        |
| -------- | ------------------------------------------------ | ------------------- | ----------------------------------- | --------------------------------- | ------------------- | ------------------------------------------------------------ | ----------------------------------------- |
|          | Charles-Philippe, comte d'Artois futur Charles X | frère               | 6 avril 1814 avènement de son frère | 19 mars 1815 fuite de Louis XVIII | 11 mois et 13 jours | Louis-Antoine, duc d'Angoulême son fils                      | Louis XVIII (6 avril 1814 - 19 mars 1815) |

### Maison Bonaparte (1815)
| Héritier | Héritier                                              | Parenté avec l'empereur | Devient héritier                      | Cesse d'être héritier                   | Durée             | 2e dans l'ordre de succession parenté avec l'héritier, dates | Empereur dates de règne                |
| Portrait | Nom                                                   | Parenté avec l'empereur | Devient héritier                      | Cesse d'être héritier                   | Durée             | 2e dans l'ordre de succession parenté avec l'héritier, dates | Empereur dates de règne                |
| -------- | ----------------------------------------------------- | ----------------------- | ------------------------------------- | --------------------------------------- | ----------------- | ------------------------------------------------------------ | -------------------------------------- |
|          | Napoléon Bonaparte, prince impérial futur Napoléon II | fils                    | 20 mars 1815 restauration de son père | 22 juin 1815 son avènement              | 3 mois et 2 jours | Joseph Bonaparte son oncle                                   | Napoléon Ier (20 mars - 22 juin 1815)  |
|          | Joseph Bonaparte                                      | oncle                   | 22 juin 1815 avènement de son neveu   | 7 juillet 1815 déchéance de Napoléon II | 15 jours          | Louis Bonaparte son frère                                    | Napoléon II (22 juin - 7 juillet 1815) |

### Maison de Bourbon (1815-1830)
| Héritier | Héritier                                         | Parenté avec le roi | Devient héritier                         | Cesse d'être héritier               | Durée                      | 2e dans l'ordre de succession parenté avec l'héritier, dates | Roi dates de règne                               |
| Portrait | Nom                                              | Parenté avec le roi | Devient héritier                         | Cesse d'être héritier               | Durée                      | 2e dans l'ordre de succession parenté avec l'héritier, dates | Roi dates de règne                               |
| -------- | ------------------------------------------------ | ------------------- | ---------------------------------------- | ----------------------------------- | -------------------------- | ------------------------------------------------------------ | ------------------------------------------------ |
|          | Charles-Philippe, comte d'Artois futur Charles X | frère               | 8 juillet 1815 restauration de son frère | 16 septembre 1824 son avènement     | 9 ans, 2 mois et 8 jours   | Louis-Antoine, duc d'Angoulême son fils                      | Louis XVIII (8 juillet 1815 - 16 septembre 1824) |
|          | Louis-Antoine, dauphin de France                 | fils                | 16 septembre 1824 avènement de son père  | 2 août 1830 abdication de Charles X | 5 ans, 10 mois et 17 jours | Henri, duc de Bordeaux son neveu                             | Charles X (16 septembre 1824 - 2 août 1830)      |

### Maison d'Orléans (1830-1848)
| Héritier                                                           | Héritier                         | Parenté avec le roi | Devient héritier                  | Cesse d'être héritier                                  | Durée                      | 2e dans l'ordre de succession parenté avec l'héritier, dates | Roi dates de règne                                 |
| Portrait                                                           | Nom                              | Parenté avec le roi | Devient héritier                  | Cesse d'être héritier                                  | Durée                      | 2e dans l'ordre de succession parenté avec l'héritier, dates | Roi dates de règne                                 |
| ------------------------------------------------------------------ | -------------------------------- | ------------------- | --------------------------------- | ------------------------------------------------------ | -------------------------- | ------------------------------------------------------------ | -------------------------------------------------- |
|                                                                    | Ferdinand-Philippe, prince royal | fils                | 9 août 1830 avènement de son père | 13 juillet 1842 son décès                              | 11 ans, 11 mois et 4 jours | Louis, duc de Nemours son frère (9 août 1830 - 24 août 1838) | Louis-Philippe Ier (9 août 1830 - 24 février 1848) |
| Philippe, comte de Paris son fils (24 août 1838 - 13 juillet 1842) | Ferdinand-Philippe, prince royal | fils                | 9 août 1830 avènement de son père | 13 juillet 1842 son décès                              | 11 ans, 11 mois et 4 jours |                                                              | Louis-Philippe Ier (9 août 1830 - 24 février 1848) |
|                                                                    | Philippe, prince royal           | petit-fils          | 13 juillet 1842 décès de son père | 24 février 1848 proclamation de la Deuxième République | 5 ans, 7 mois et 11 jours  | Robert, duc de Chartres son frère                            | Louis-Philippe Ier (9 août 1830 - 24 février 1848) |

### Maison Bonaparte (1852-1870)
| Héritier                                                                                | Héritier                                  | Parenté avec l'empereur | Devient héritier                       | Cesse d'être héritier                                    | Durée                      | 2e dans l'ordre de succession parenté avec l'héritier, dates                       | Empereur dates de règne                           |
| Portrait                                                                                | Nom                                       | Parenté avec l'empereur | Devient héritier                       | Cesse d'être héritier                                    | Durée                      | 2e dans l'ordre de succession parenté avec l'héritier, dates                       | Empereur dates de règne                           |
| --------------------------------------------------------------------------------------- | ----------------------------------------- | ----------------------- | -------------------------------------- | -------------------------------------------------------- | -------------------------- | ---------------------------------------------------------------------------------- | ------------------------------------------------- |
|                                                                                         | Jérôme Bonaparte, prince de Montfort      | oncle                   | 2 décembre 1852 avènement de son neveu | 16 mars 1856 naissance de son petit-neveu                | 3 ans, 3 mois et 14 jours  | Napoléon-Jérôme Bonaparte, prince Napoléon son fils                                | Napoléon III (2 décembre 1852 - 4 septembre 1870) |
|                                                                                         | Louis-Napoléon Bonaparte, prince impérial | fils                    | 16 mars 1856 sa naissance              | 4 septembre 1870 proclamation de la Troisième République | 14 ans, 5 mois et 19 jours | Jérôme Bonaparte, prince de Montfort son grand-oncle (16 mars 1856 - 24 juin 1860) | Napoléon III (2 décembre 1852 - 4 septembre 1870) |
| Napoléon-Jérôme Bonaparte, prince Napoléon son cousin (24 juin 1860 - 4 septembre 1870) | Louis-Napoléon Bonaparte, prince impérial | fils                    | 16 mars 1856 sa naissance              | 4 septembre 1870 proclamation de la Troisième République | 14 ans, 5 mois et 19 jours |                                                                                    | Napoléon III (2 décembre 1852 - 4 septembre 1870) |